# Renny Quow
Renny Quow, född den 25 augusti 1987 i Tobago, är en friidrottare från Trinidad och Tobago som tävlar i kortdistanslöpning.
Quows stora genombrott kom när han vid VM för juniorer 2006 vann guld på 400 meter på tiden 45,74. Han deltog vid VM 2007 utan att ta sig vidare från försöken. Vid Olympiska sommarspelen 2008 noterade han ett nytt personligt rekord i semifinalen när han sprang på 44,82. Riktigt lika snabbt blev det inte i finalen där han slutade sjua på tiden 45,22.
Vid VM 2009 noterade han ett nytt personligt rekord i finalen på 400 meter när han sprang på 44,53 vilket gav honom bronsmedaljen.